# Monesma y Cajigar

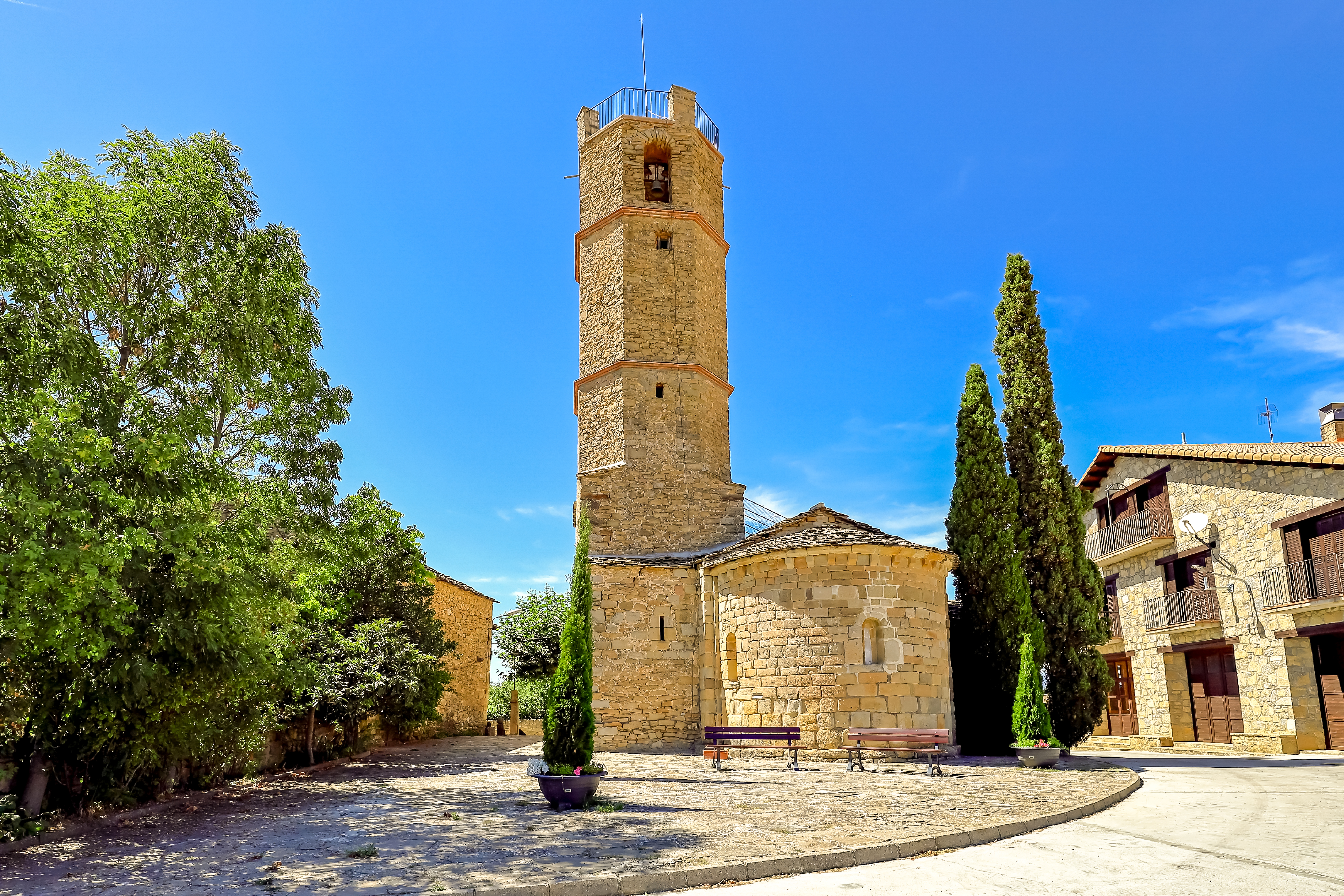
Iglesia de Santa María

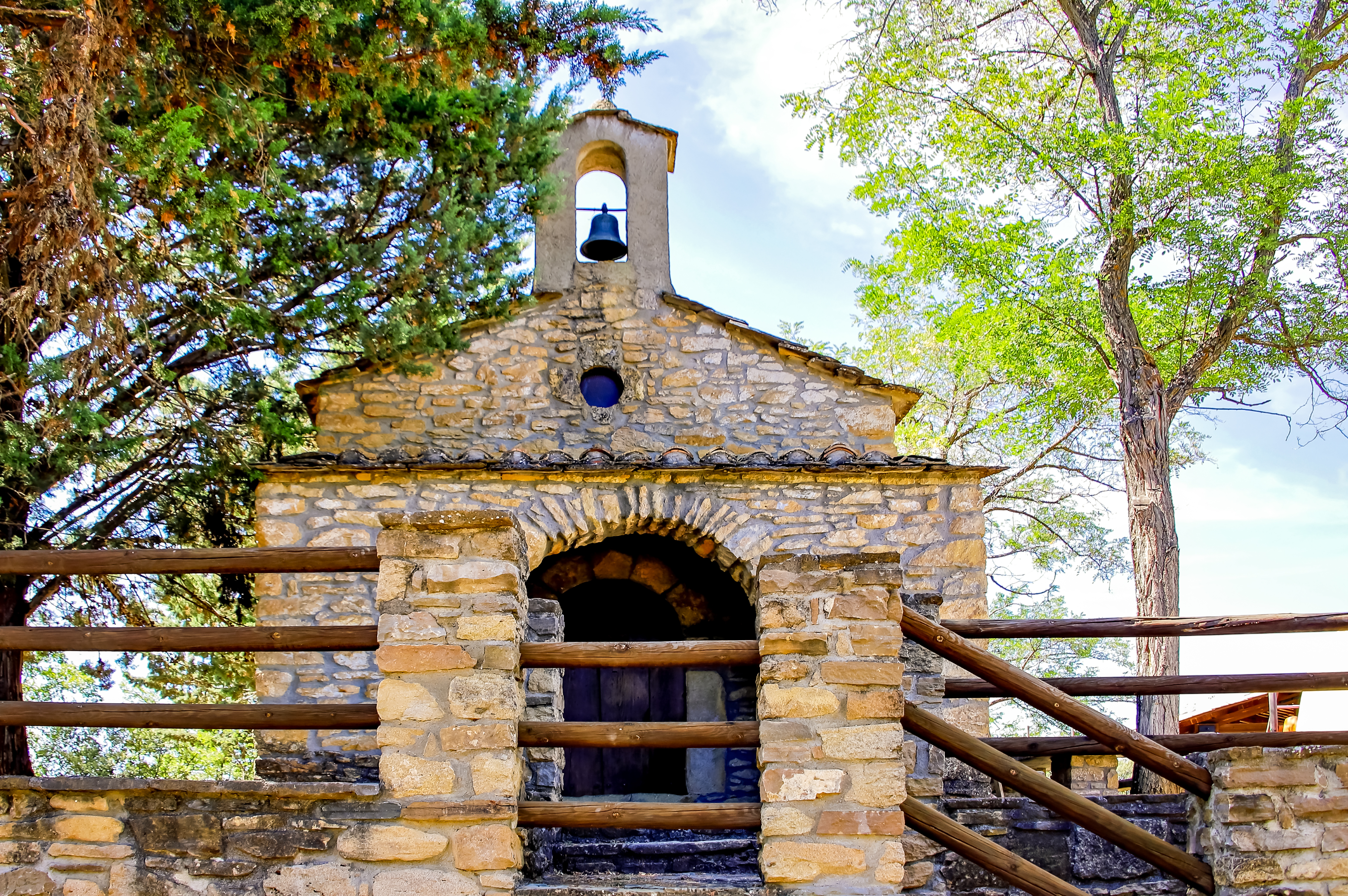
Ermita de Nuestra Señora del Rosario

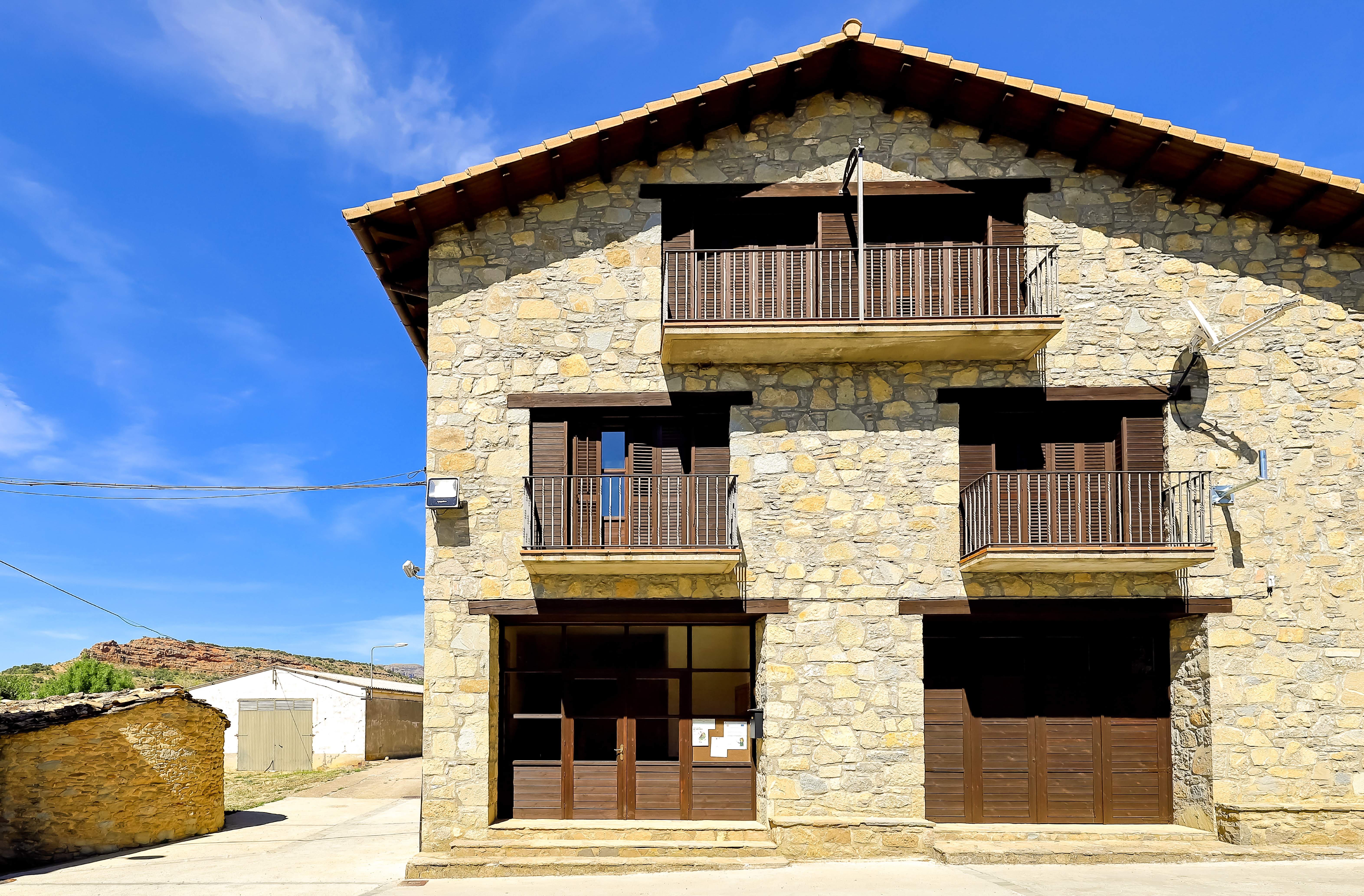
Ayuntamiento

Monesma y Cajigar (Monesma i Caixigar en catalán ribagorzano) es un municipio español de la provincia de Huesca, en la comunidad autónoma de Aragón. Está situado en el interfluvio de los ríos Isábena y Noguera Ribagorzana. La capital está en el núcleo de población de Cajigar.

## Geografía

### Núcleos de población del municipio
- Área de Cajigar
  - Cajigar (capital del municipio)
- Área de Monesma de Benabarre
  - Badías (antigua capital de Monesma)
  - Chiró
  - Colachoa
  - Noguero
  - Puyol
  - Soliveta
  - La Torre de Monesma

## Historia
El actual municipio es el resultado de la unión de los dos antiguos municipios de Cajigar y Monesma de Benabarre en la década de 1960.

## Demografía
Monesma Y Cajigar cuenta con una población de 69 habitantes (INE 2024).
| Gráfica de evolución demográfica de Monesma Y Cajigar entre 1970 y 2021 |
| |
| Población de derecho según los censos de población del INE Población de hecho según los censos de población del INEEntre el censo de 1970 y el anterior, aparece este municipio porque se fusionan los municipios Cajigar y Monesma de Benabarre |

## Administración y política
| Período   | Alcalde                   | Partido |  |
| --------- | ------------------------- | ------- |  |
| 1979-1983 | José Morancho Adillón     | UCD     |  |
| 1983-1987 |                           |         |  |
| 1987-1991 |                           |         |  |
| 1991-1995 |                           |         |  |
| 1995-1999 |                           |         |  |
| 1999-2003 |                           |         |  |
| 2003-2007 |                           |         |  |
| 2007-2011 | Antonio Lasheras Ballarín | PP      |  |
| 2011-2015 | Antonio Lasheras Ballarín | PP      |  |
| 2015-2020 | Monserrat Morancho Larruy | PAR     |  |

| Partido político    | Partido político                                   | 2003   | 2007   | 2011   | 2015   |
| Partido político    | Partido político                                   | Ediles | Ediles | Ediles | Ediles |
|                     | Partido Aragonés (PAR)                             | —      | —      | 2      | 2      |
|                     | Partido Popular de Aragón (PP)                     | 5      | 5      | 3      | 1      |
|                     | Partido de los Socialistas de Aragón (PSOE-Aragón) | —      | —      | —      | —      |
|                     | Chunta Aragonesista (CHA)                          | —      | —      | —      | —      |
| Total de concejales | Total de concejales                                | 5      | 5      | 5      | 3      |

## Fiestas locales
- 15 de agosto en honor a la Asunción de la Virgen
- La romería es el 28 de mayo.